# Чернаи, Тибор
Тибор Чернаи (венг. Csernai Tibor; 3 декабря 1938, Пилиш, медье Пешт — 11 сентября 2012, Татабанья) — венгерский футболист, Олимпийский чемпион 1964 года.
Играл за клубы БВШЦ, «Кохаш Озди», «Татабанья».
В составе сборной Венгрии принял участие в Олимпийских играх 1964 года в Японии и стал олимпийским чемпионом. Всего он принял участие в четырёх матчах, в том числе в матче группового турнира против Югославии (6:5) забил 4 гола, а в четвертьфинале против Румынии (2:0) забил оба гола своей команды.

## Личная жизнь
Старший брат — Паль Чернаи, также игравший за сборную Венгрии по футболу.